# (11003) Andronov
(11003) Andronov est un astéroïde de la ceinture principale.

## Description
(11003) Andronov est un astéroïde de la ceinture principale. Il fut découvert le 14 octobre 1979 à Naoutchnyï par Nikolaï Tchernykh. Il présente une orbite caractérisée par un demi-grand axe de 2,57 UA, une excentricité de 0,27 et une inclinaison de 3,7° par rapport à l'écliptique.

## Compléments